# NGC 850
NGC 850 is een spiraalvormig sterrenstelsel in het sterrenbeeld Walvis. Het hemelobject werd op 6 januari 1785 ontdekt door de Duits-Britse astronoom William Herschel.

## Synoniemen
- PGC 8369
- UGC 1679
- MCG 0-6-49
- ZWG 387.53
- NPM1G -01.0077